# Jairo Jiménez
Jairo Joseth Jiménez Robles (ur. 7 stycznia 1993 w mieście Panama) – panamski piłkarz występujący na pozycji prawego pomocnika, reprezentant Panamy.

## Kariera klubowa
Jiménez jest wychowankiem klubu Chorrillo FC z siedzibą w mieście Balboa. Do seniorskiej drużyny został włączony jako siedemnastolatek i w Liga Panameña de Fútbol zadebiutował 27 stycznia 2010 w wygranym 3:0 meczu z Atlético Veragüense. Wiosną 2011 udał się na wypożyczenie do hiszpańskiego czwartoligowca Torrellano Illice CF, występującego w rozgrywkach Tercera División. Po upływie kilku miesięcy powrócił do Chorrillo, gdzie w jesiennych rozgrywkach Apertura 2011 zdobył pierwszy w historii klubu tytuł mistrza Panamy. Rok później po raz pierwszy wziął także udział w Lidze Mistrzów CONCACAF.

## Kariera reprezentacyjna
W 2011 roku Jiménez został powołany do reprezentacji Panamy U-20 na Młodzieżowe Mistrzostwa Ameryki Północnej. Tam rozegrał cztery spotkania, zaś jego kadra zajęła ostatecznie czwarte miejsce w rozgrywkach, dzięki czemu zakwalifikowała się na Mistrzostwa Świata U-20 w Kolumbii. Podczas młodzieżowego mundialu wystąpił tylko w jednym meczu, będąc rezerwowym swojej drużyny, a Panamczycy zanotowali wówczas remis i dwie porażki, kończąc swój występ na turnieju już w fazie grupowej. W 2013 roku po raz kolejny znalazł się w składzie ekipy U-20 na Młodzieżowe Mistrzostwa Ameryki Północnej, po uprzednich występach w eliminacjach do tego turnieju, w których strzelił gola z Gwatemalą (1:0). Podczas właściwych rozgrywek rozegrał trzy mecze, w których zdobył dwie bramki – w fazie grupowej z Jamajką (4:0) i w ćwierćfinale z Salwadorem (1:3), a jego drużyna nie tym razem nie zakwalifikowała się na mundial. W 2013 roku został powołany do reprezentacji Panamy U-23 na Igrzyska Ameryki Środkowej w San José, gdzie wystąpił w dwóch meczach, a jego reprezentacja zajęła czwarte miejsce.
W seniorskiej reprezentacji Panamy Jiménez zadebiutował za kadencji selekcjonera Julio Césara Dely Valdésa, 1 czerwca 2013 w przegranym 1:2 meczu towarzyskim z Peru. Kilka tygodni później został powołany na Złoty Puchar CONCACAF.